# آب مجغان
آب مجغان (آبجدان) (بالفارسية: آب مژگان) هي قرية تقع في إيران في محافظة خوزستان. يقدر عدد سكانها بـ 83 نسمة بحسب إحصاء 2016.